# Amfibisch brugslagvaartuig M2

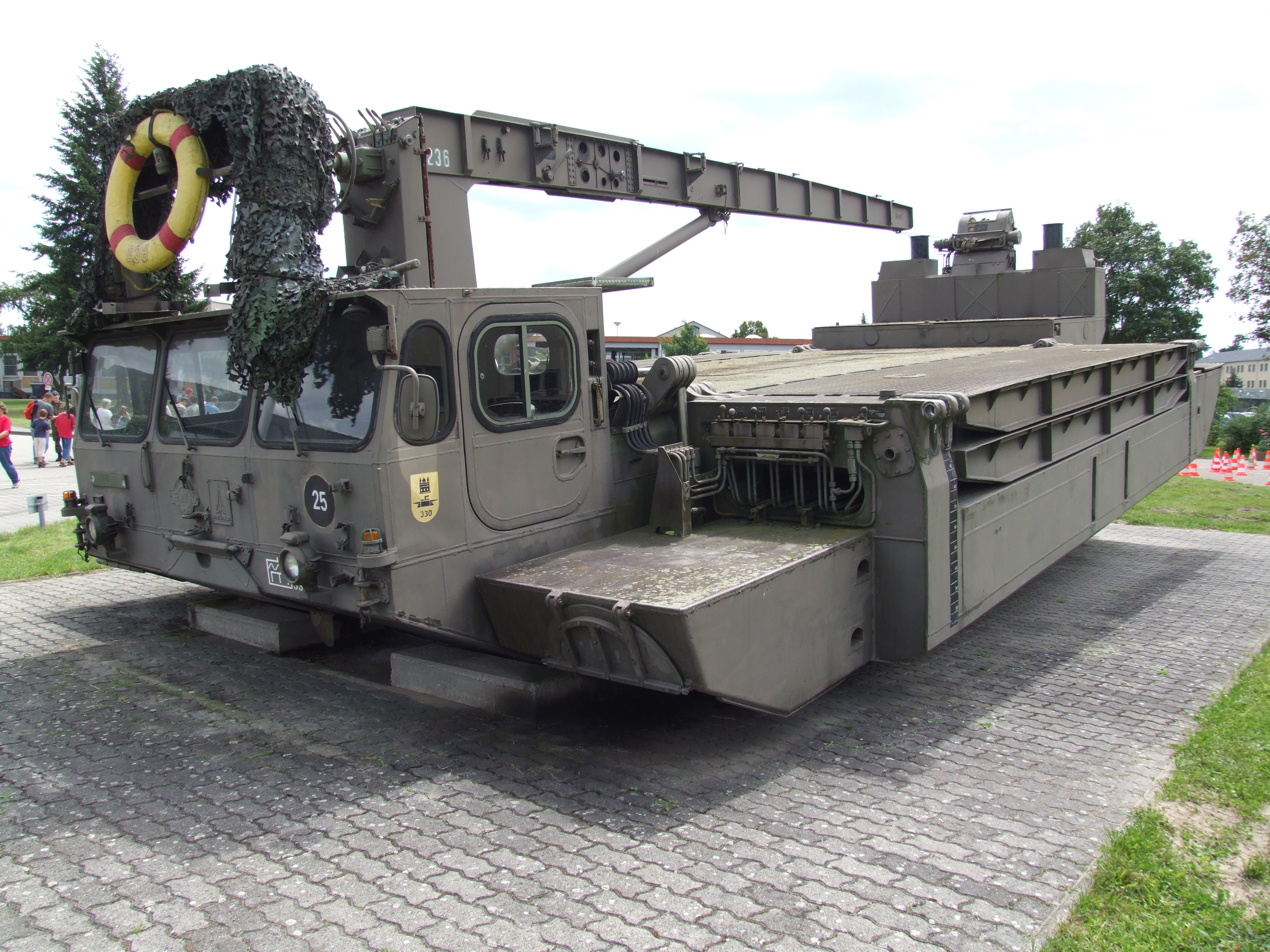
M2 in vaarstand, met de wielen ingetrokken. De oprijplaten zijn binnenboord. De kraan staat in werkstand. De bedieningshendels voor de oprijplaten zijn rechts naast de deur te zien

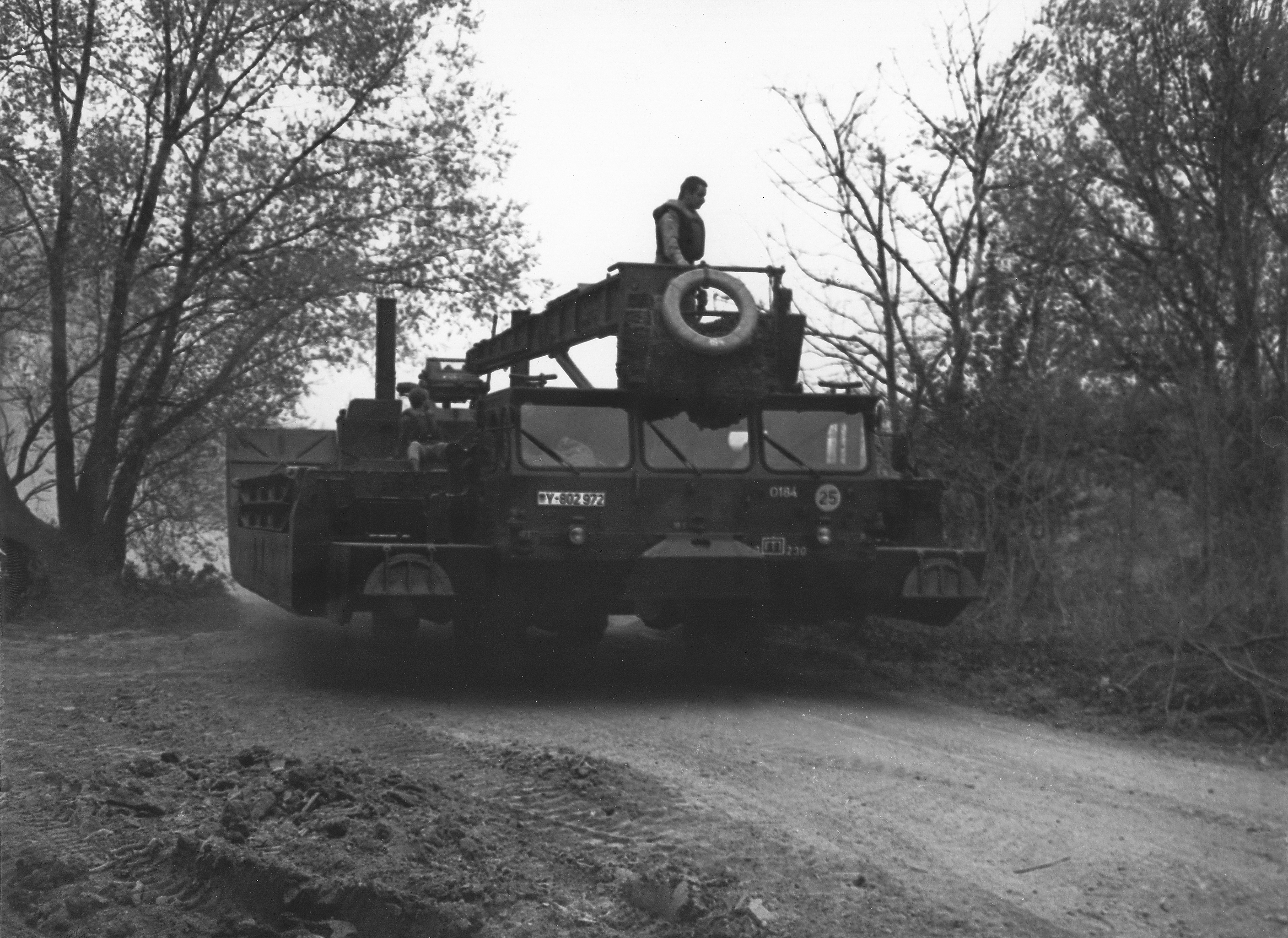
M2 gereed voor gebruik, op weg naar de overzetplaats (1984)

Het amfibisch brugslagvaartuig M2 „Alligator“ (de: Amphibische Brücken- und Übersetzfahrzeug M2 of Schwimmschnellbrücke (SSB) M2, en: M2 Amphibious Rig, fr: Bac amphibie M2), meestal „Amfibie“ genoemd, is een Duits militair amfibievoertuig. Het werd gebruikt door de West-Duitse Bundeswehr en door de strijdkrachten van Groot-Brittannië en Singapore. Het brugslagvaartuig is ongepantserd en onbewapend.
Het laag in het water liggende vaartuig kreeg de naam „Alligator“, naar de alligator, een krokodilachtig roofdier dat ook laag in het water ligt.

## Geschiedenis
Bij de oprichting van de West-Duitse Bundeswehr ontstond er behoefte aan moderne, mobiele brugslag- en overgangsmiddelen waarmee waterhindernissen snel overgestoken konden worden.
Er werden twee systemen getest: de M1 Amphibie van MAN en Krupp en de M2 Amphibie, die sinds 1958 werd ontwikkeld door Klockner-Humboldt-Deutz (KHD) en Eisenwerke Kaiserslautern (EWK),:p306 tegenwoordig General Dynamics Land Systems, als verbeterde versie van de Franse Gillois die vanaf 1955 door EWK ontwikkeld en gebouwd werd.
De M1 werd afgewezen wegens ernstige technische problemen, en halverwege jaren ‘60 werd de M2 besteld door de Bundeswehr.
Er werden in totaal 235 M2’s geproduceerd, waarvan de Bundeswehr in totaal 114 exemplaren ontving van 1967 t/m 1970.

### Bundeswehr
De Bundeswehr ontving van 1967 t/m 1970 in totaal 114 M2’s. Ze werden ingedeeld bij AmphPiBtl 130 in Minden, AmphPiBtl 230 in Ingolstadt en AmphPiBtl 330 in Speyer.
Elk bataljon (de: Amphibischen Pionierbataillone) ontving 36 voertuigen, die werden verdeeld over 3 compagnieën van 12.
Ieder bataljon kon met haar 36 M2’s een pontonbrug van 183 m bouwen. Iedere compagnie met haar 12 M2’s een brug van 63 m.
Duitse M2’s waren uitgevoerd in effen legergroen.
In 1982 werden de M2’s gereviseerd, en in 1996 werden ze door de Bundeswehr uitgefaseerd en vervangen door de Amfibisch brugslagvaartuig M3.

### Verenigd Koninkrijk
In mei 1962 had het Britse leger 7 Gillois amfibische brugslagvaartuigen gekocht voor de BAOR. Voldoende voor een pontonbrug van (56 m/184 ft). Deze werden in 1963 in gedeeld in het nieuw opgerichte 23 Amphibious Engineer Squadron. (Amph Engr Sqn) De eenheid bestond uit een Gillois peloton, een ondersteuningspeloton (Field Troop), een ‘REME-werkplaats’ en een grote commandogroep. Er werden geen extra Gillois gekocht, aangezien inmiddels de M2 getest werd.:p306
Op verzoek van de Britten voerden de Duitsers ook uitgebreide proeven uit met de M2 met de Centurion tank bij het Bundesamt für Wehrtechnik und Beschaffung (BWB) in Koblenz. Daarna testten de Britten begin 1962 in Duitsland drie prototypes die in 1961 waren geleverd.
In juli 1962 werd besloten de Gillois te vervangen door de M2.
Eén van de Bundeswehr geleende M2 werd in augustus 1962 naar het Verenigd Koninkrijk gestuurd en te water beproefd bij het Military Engineering Experimental Establishment (MEXE) in Christchurch (Dorset) en op de weg bij het Fighting Vehicles Research and Development Establishment (FVRDE) in Chertsey (Surrey).:p306
Vanaf 1964 stroomden de M2’s binnen bij 23 Amphibious Engineer Squadron.:p306 In 1970 en 1971 werden nog twee compagnie gevormd, resp. 64 Amphibious Engineer Squadron.:p308 en 73 Amphibious Engineer Squadron.:p309 Alle drie kwamen te vallen onder het op 1 januari 1971 opgerichte 28 Amphibious Engineer Regiment  in Bindon Barracks in Hamelen (BRD). Oorspronkelijk beschikte iedere compagnie over 3 pelotons (‘troops’), elk met acht M2’s.:p309.
In 1976 werd 73 Squadron omgevormd tot een ‘gewone’ geniecompagnie (73 Independant Field Squadron) zonder M2’s, en verdween uit het regiment en uit Hameln. De stafcompagnie van het regiment (‘Headquarters Sqn’) werd omgevormd tot 71 Amphibious Engineer Squadron (HQ and Training). Vanaf dat moment beschikte het regiment over 23 en 64 Amphibious Engineer Squadron elk met 30 M2’s verdeeld over twee pelotons en 71 Amphibious Engineer Squadron (HQ and Training) met 15 M2’s.
Na een aantal jaren moesten de M2’s gereviseerd worden, en werden gelijk gemodificeerd tot de M2D standaard, met versterkte rijplaten en met opblaasbare drijfzakken om het drijfvermogen te verbeteren tot MLC 70, noodzakelijk om de nieuwste Challenger tank te kunnen dragen. De zakken werden opgepompt met een aan boord geplaatste en door de motor aangedreven compressor.
Britse M2’s waren uitgevoerd in het britse legergroen-met-zwarte camouflagepatroon.
Eind jaren ’90 werd de britse M2 vervangen door de Amfibisch brugslagvaartuig M3.:p309

## Inzetmogelijkheden
De M2 kon worden ingezet om een (theoretisch) oneindig lange pontonbrug te vormen of om als veer of vlot materieel over water te vervoeren.

### Veer of vlot
Als veer of vlot had een enkele M2 een draagkracht (belastingklasse) van 8 ton (t), twee gekoppelde M2’s een laadvermogen van 25 t en drie gekoppelde M2’s een laadvermogen van 60 t.
Voor de bediening van een meervoudig veer of vlot één van de voertuigcommandanten op als veer- of vlotcommandant.
Afhankelijk van de benodigde ruimte konden dubbele en driedubbele veerponten dicht- of ruimgekoppeld worden (de: eng- oder weitgekuppelt). In het eerste geval worden de rijplaten tussen de rompen evenwijdig aan het vaartuig geplaatst, in het  tweede geval komen ze loodrecht op de vaartuigas te liggen, van boord tot boord. Extra rijplaten werden op aanhangers meegevoerd.

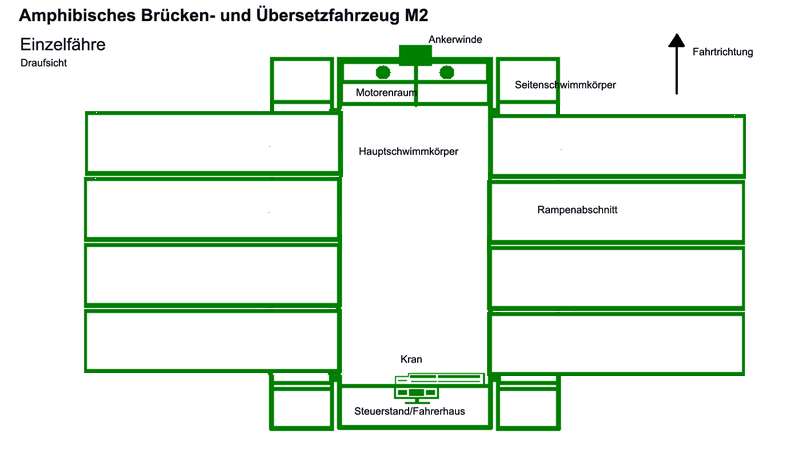
Schematische tekening van een enkele M2 als veer/vlot
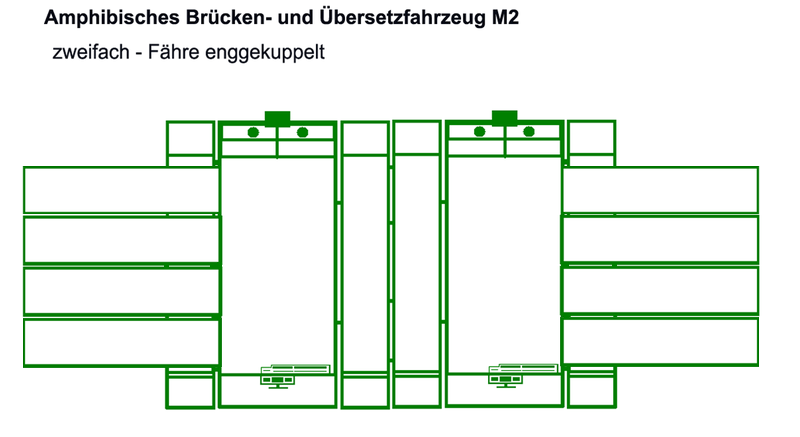
Schematische tekening van 2 M2’s als veer/vlot – smal gekoppeld
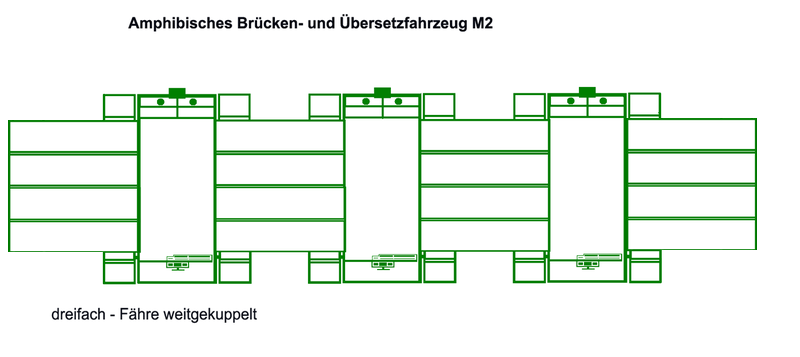
Schematische tekening van 3 M2’s als veer/vlot – Breed gekoppeld
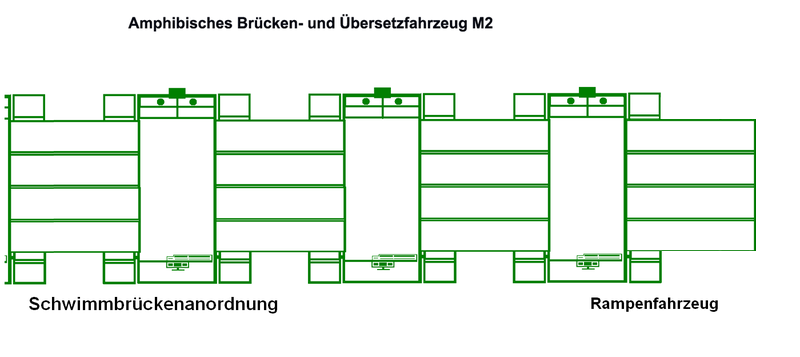
Schematische tekening van 3 M2’s in een brug. Rechts de op- of afrit.

### Pontonbrug
De pontonbrug M2 is geschikt voor brugclassificatie MLC 60 (54,4 ton) bij éénrichtingsverkeer, of 30 bij tweerichtingsverkeer.
Voldoende om de M48 Brugleggende tank (de: Brückenlegepanzer M48 A2), destijds het zwaarste voertuig van de Bundeswehr, te dragen.
De werkende lengte per vaartuig (breed gekoppeld) is 8,70 m.
Onder gunstige omstandigheden kon de brug 150 voertuigen of 50 tanks per uur verwerken.:p309
Bij stroomsnelheden boven 3 m/s (10,8 km/u, 5,83 kn) moest de brug verankerd worden.

## Technische beschrijving

### Romp en zijdrijvers
Het voertuig bestond uit een gelast aluminium romp en twee half zo brede gelaste aluminium uitklapbare zijdrijvers die er scharnierend aan bevestigd waren. Om over de weg te rijden werden de zijdrijvers met hydraulische cilinders omhooggeklapt zodat ze met de bovenzijde omlaag bovenop de romp lagen. Onder de cabine (dus aan de voorzijde van het voertuig) bevond zich een Schottel-stuurschroef voor de voortstuwing en de besturing op het water. Beide zijdrijvers waren uitgerust met een vaste schroef, die werden aangedreven door de tweede motor. 
Als de zijdrijvers waren neergeklappt, werden ze met elk twee bouten vastgezet. De aandrijving de schroeven kwam tot stand door in elkaar grijpende tandwielen.
Bovenop de cabine was de roergangerspositie met een neerklapbare stuurstand met stuurwiel. Daarvoor een kraan voor het positioneren van de rijplaten. De kraanarm was 7,2 m lang, de maximale belasting was 600 kg.
De M2 voerde vier rijplaten mee, 2 op de romp en 1 op iedere zijdrijver. Om de rijplaten te gebruiken worden ze met de kraan uit hun ligplaats getild, 90° gedraaid en scharnierend aan de zijrand van de romp vastgehaakt en met bouten vergrendeld. Aan iedere zijkant konden vier rijplaten bevestigd worden, onder elke positie bevond zich in de zijdrijver een plunjer, een hydraulische cilinder waarmee de rijplaten omhoog en omlaag konden worden gebracht.
De deuren naar de cabine konden waterdicht worden afgesloten. In het cabinedak (dus in de vloer van de roergangerspositie) bevonden zich twee noodluiken. Alleen bij het in- en uitrijden/-varen van het water waren de (land) chauffeurspositie en de (water) roergangerspositie gelijktijdig bezet en communiceerden ze via een spreekbuis.
Overige voorzieningen
De M2 heeft een lensinstallatie die bestaat uit vier elektrisch aangedreven lenspompen met een capaciteit van 150 l/min: twee de romp (één in de motor- en aandrijfruimte/machinekamer en één in de cabine) en één in elke zijdrijver. De zijdrijvers waren noodzakelijk voor het drijfvermogen van het voertuig: de romp was voldoende om het voertuig drijvend en manoeuvreerbaar te houden, zelfs met de zijdrijvers vol water.
De brandblusinstallatie bestond uit een vaste automatisch werkende BCF-installatie in de motor- en aandrijfruimte. Bovendien waren er in de cabine twee 12 kg droogpoederapparaten opgehangen.
Nadat KHD een koppelstuk had ontwikkeld kon de M2B ook aan de Franse Gillois gekoppeld worden.

### Aandrijving
Het vaartuig is voorzien van twee luchtgekoelde Klöckner-Humboldt-Deutz (KHD) dieselmotoren geschikt voor verschillende brandstofsoorten. Elke motor heeft een vermogen van 118-125 kW (160 tot 170 pk). Normaal drijft de stuurboordmotor òf via de aandrijfas de vier wielen aan òf - door middel van een magneetkoppeling - de schroeven van de beide zijdrijvers aan. Beide aandrijfassen voor de zijschroeven liepen elk via een omkeerversnelling/omkeerbak (de: Schiffswendegetriebe) die elektrisch van vooruit naar achteruit geschakeld kon worden.
De bakboordmotor bekrachtigt gewoonlijk de Schottel-stuurschroef. Bij uitvallen van de ene motor kan de andere motor zijn taak overnemen en omgekeerd; het omzetten van het aandrijfmechanisme geschiedt door het overhalen van een hefboom in de aandrijfruimte van de romp. Er werd ook gekeken naar het aantal gedraaide uren van iedere motor om te bepalen welke gebruikt werd, zodat beide evenveel gebruikt werden. Beide motoren werkten onafhankelijk van elkaar, maar zonder stuurschroef kon het vaartuig niet worden bestuurd.
Beide konden voor het rijden op de weg worden gekoppeld, maar niet tegelijkertijd; bij het rijden op de weg werd slechts één van de twee motoren gebruikt.
Wielen en banden
De vier onafhankelijk geveerde, afzonderlijk aangedreven wielen met banden van het type Sahara 16,00 x 20 X, binnenbandloos, zijn hydraulisch in- en uittrekbaar. Hierdoor kan de bodemvrijheid van normaal 60 cm vergroot worden tot 84 cm, of bij lage onderdoorgangen kan de normale voertuighoogte van 3,56 m enkele decimeters verlaagd worden. Te water worden de wielen geheel ingetrokken om de diepgang en de weerstand in het water te verminderen. Door verlaging van de bandenspanning (gewoonlijk ca. 5 ato) tot 2,4 ato is - voor korte afstand en bij beperkte snelheid - de grip in het terrein te verhogen, en de bodemdruk te verlagen. De bandenspanning kan niet van binnenuit aangepast worden, maar wel via een eigen bandenpomp met slang. Het vaartuig is in staat steile hellingen te nemen.
Prestaties
De maximumsnelheid op de weg bedraagt ruim 60 km/u.
De maximumsnelheid van het varende enkele vaartuig met opgeklapte zijdrijvers (dus met enkel de Schottel-stuurschroef als aandrijving) bedraagt 9,5 km/u (5,1 kn), met uitgeklapte zijdrijvers en drie aangedreven schroeven ruim 14 km/u (7,6  ;kn).

## Bediening
De bemanning van de M2 bestond uit vier militairen::p309
- voertuigcommandant, tevens roerganger (schipper[1]) (sergeant (Unteroffizier, OR5) met vaarbewijs (de: Betriebsberechtigungsschein (BBS)) en rijbewijs C)
- chauffeur, tevens kraanmachinist (korporaal (Hauptgefreiter, OR3))
- 2 helpers (soldaat (Soldat, OR1))

Vanwege de onhandige afmetingen, het sponzige stuurgedrag, de hoge zitpositie en het slechte zicht door de kleine zijruiten van de M2 konden alleen ervaren chauffeurs op de weg worden ingezet. In het terrein schommelde het voertuig enorm.
Voor het varen moesten er een aantal voorbereidingen worden uitgevoerd. Het voertuig werd opgesteld met de cabine (te water was dat de achtersteven) naar het water gericht. Vervolgens werden de zijdrijvers uitgeklappt en vergrendeld, de keerschotten (de: Schwallbleche) omhoog gezet en de verlengbuizen van de uitlaatpijpen omhoog getrokken. Als er genoeg was ruimte, werden de rijplaten al geplaatst. Als het voertuig het water inreed ontkoppelde de chauffeur de wielaandrijving zodra het voertuig het contact met de grond verloor, en trok de wielen in. Vervolgens verliet hij de cabine en bediende hij de kraan en de hendels van de plunjers van de rijplaten. Ondertussen stuurde de roerganger het vaartuig in de gewenste richting.
Nadat twee voertuigen gekoppeld waren om een veer, vlot of brug te vormen werd nadat de oprijplaten geplaatst waren de kraanarm naar rechts gedraaid en vergrendeld.
Met gebruik van de roerpropeller en hulpschroeven kon de M2 ook diagonaal en zijwaarts varen en donddraaien.
Het verlaten van het water gebeurde eerst achteruit (gezien vanuit de chauffeurspositie). Om dit te doen, zette de chauffeur de wielen omlaag in de rijstand, schakelde de achteruitversnelling in en wachtte tot de wielen de grond raakten, waarna hij het voertuig het water uit reed. Omdat hij niet kon zien waar hij heen ging, was hij afhankelijk van de instructies die de commandant hem via de spreekbuis gaf.

## Galerij

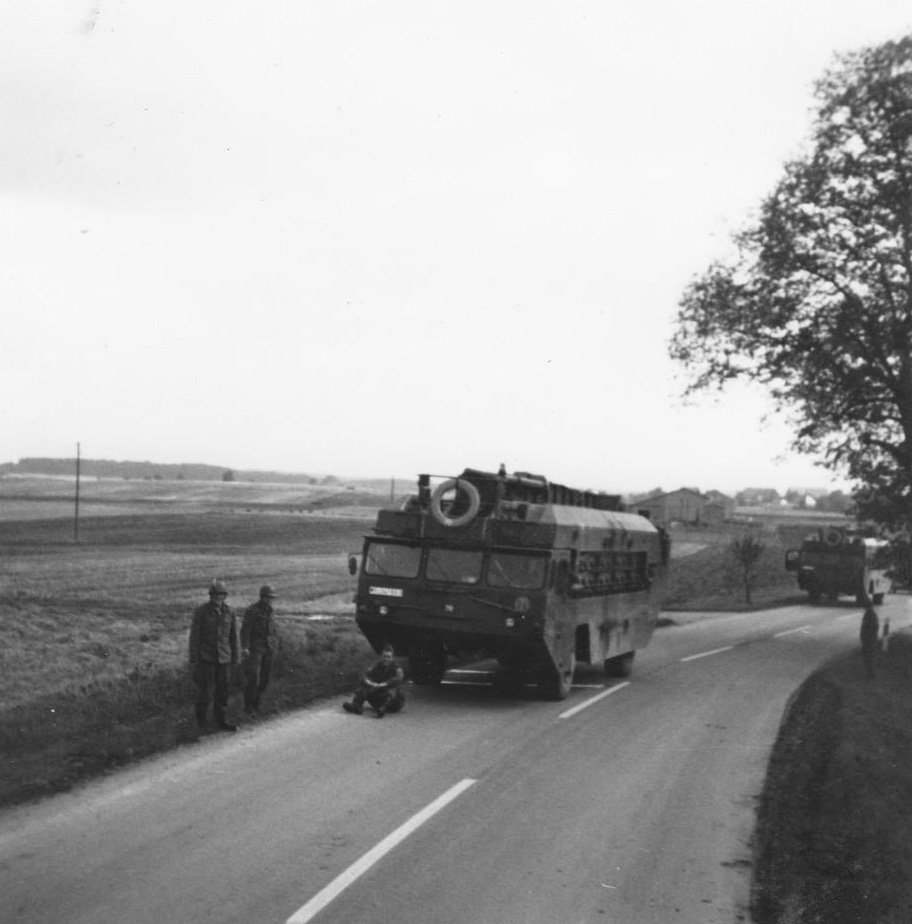
Rustpauze tijdens een verplaatsing (1968)
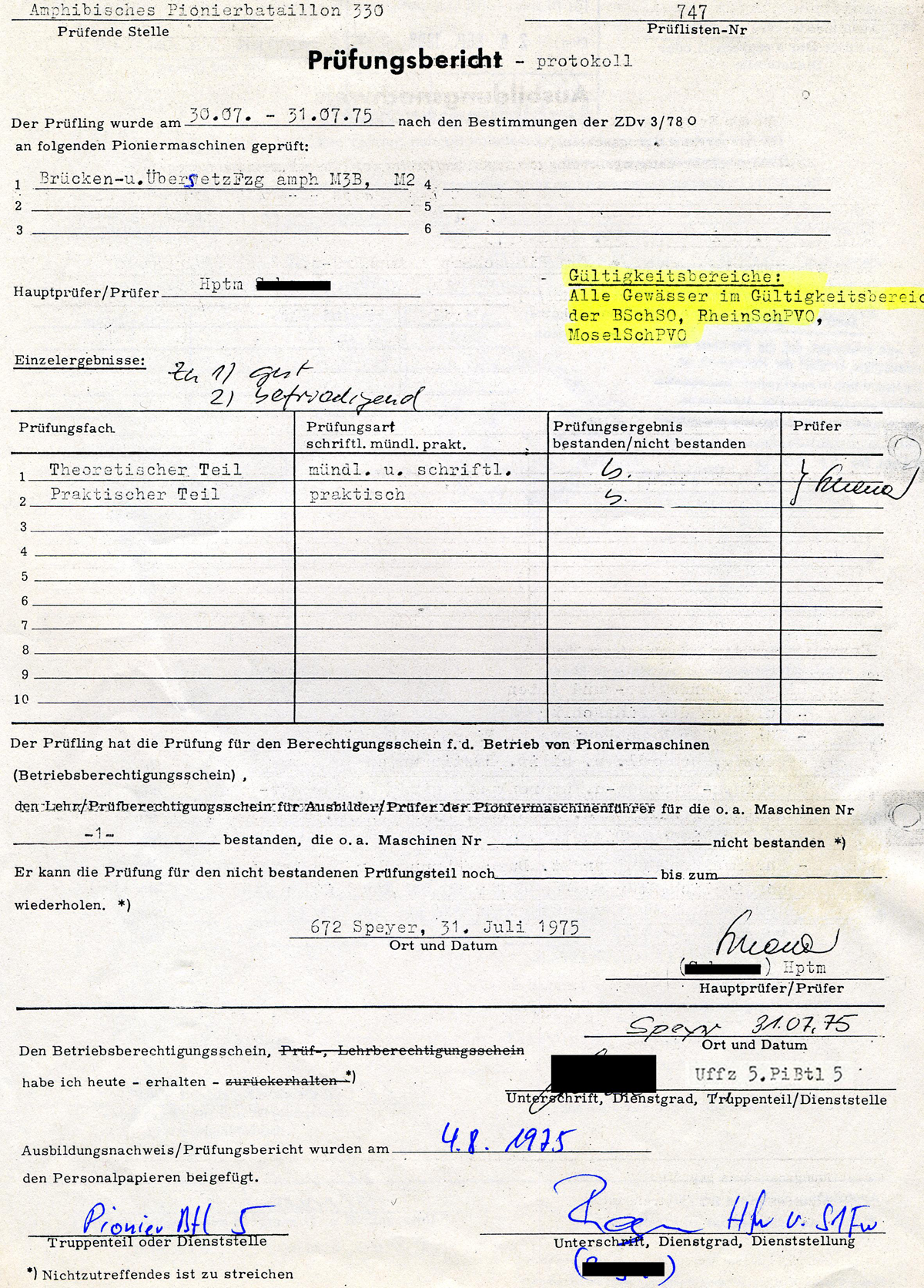
Examenresultaat (‘Prüfungsbericht’) M2-bedieningstest (1975)
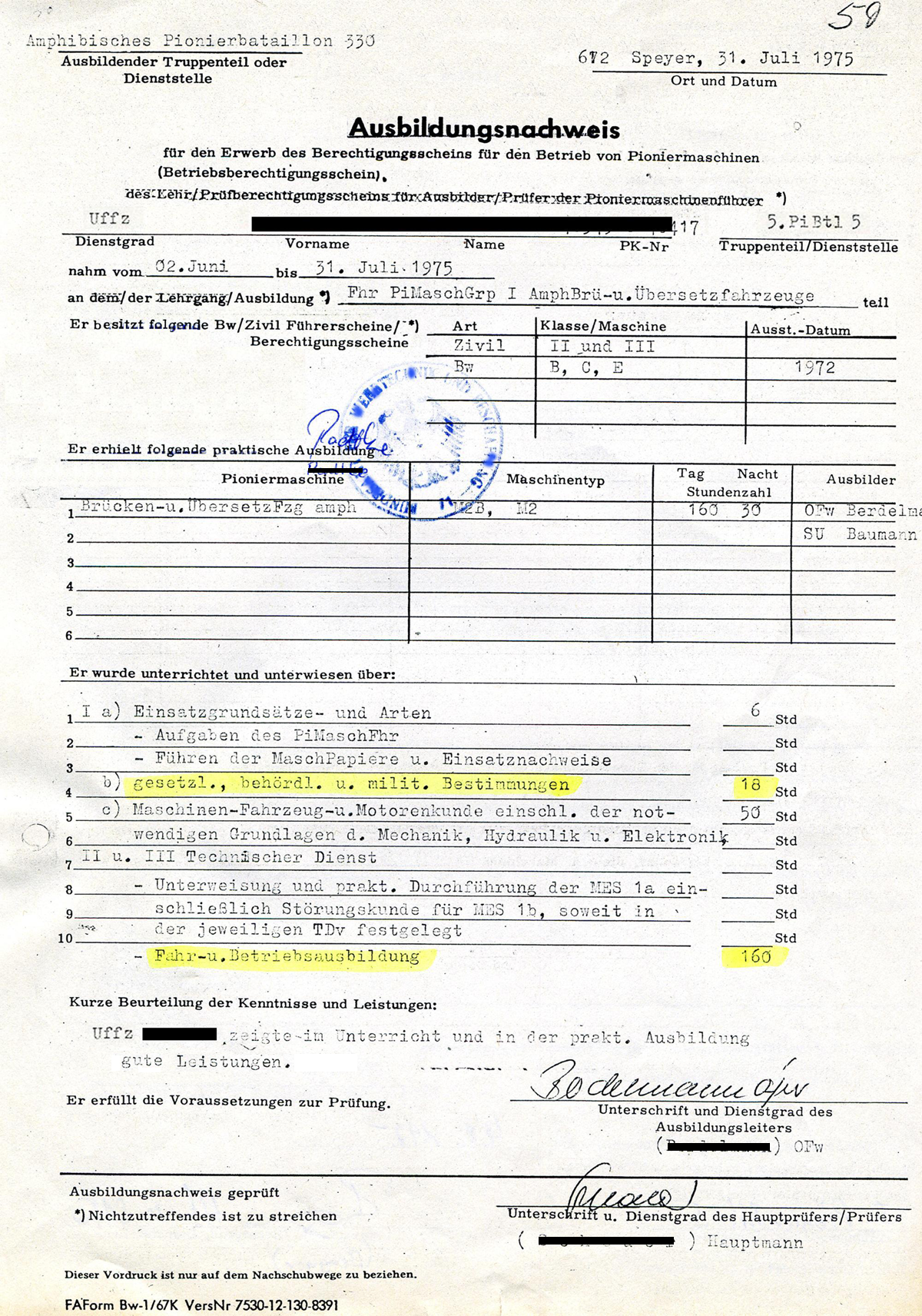
Diploma (‘Ausbildunsnachweis’) M2-bediening (1975)
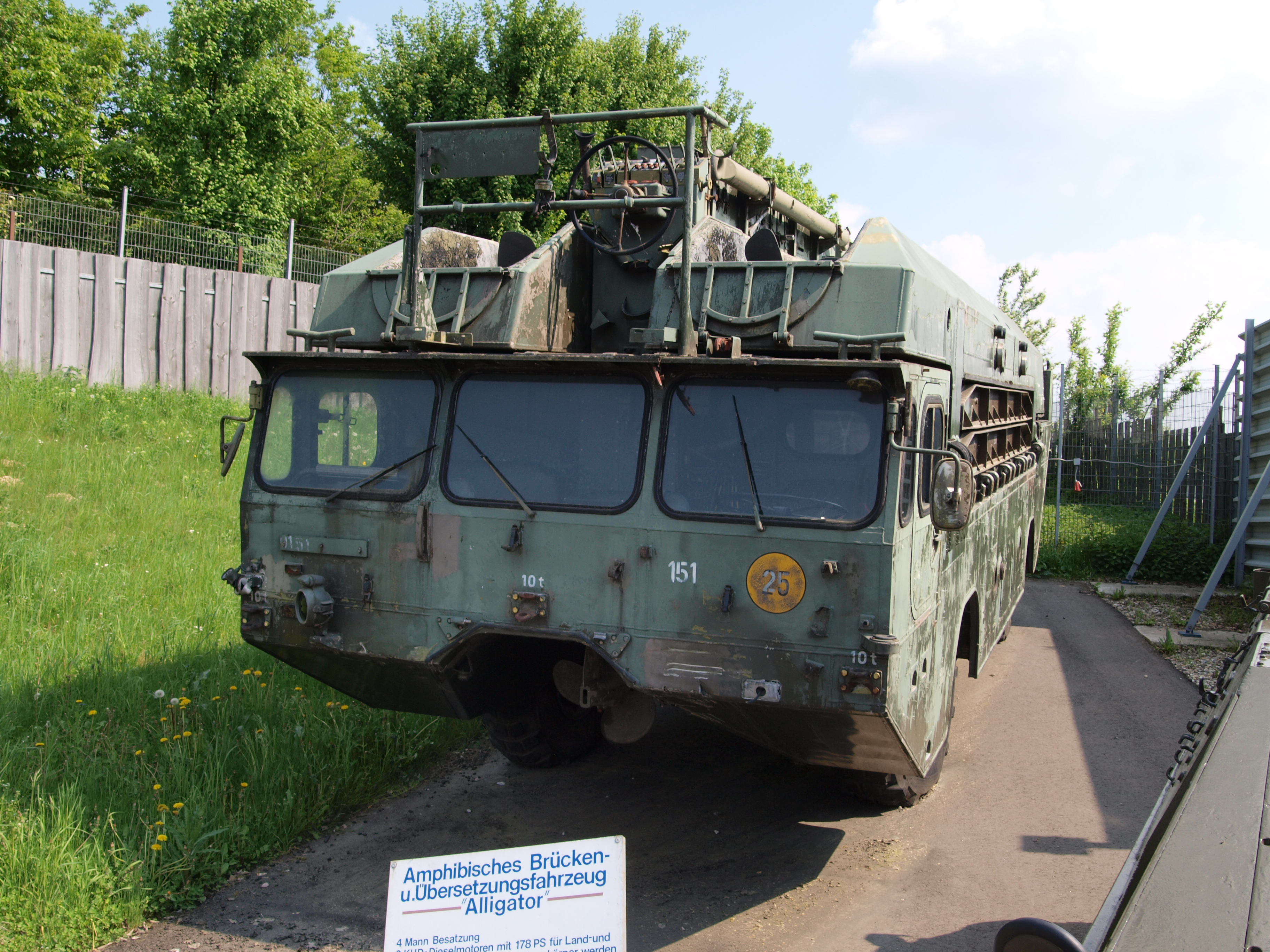
M2B in Sinsheim
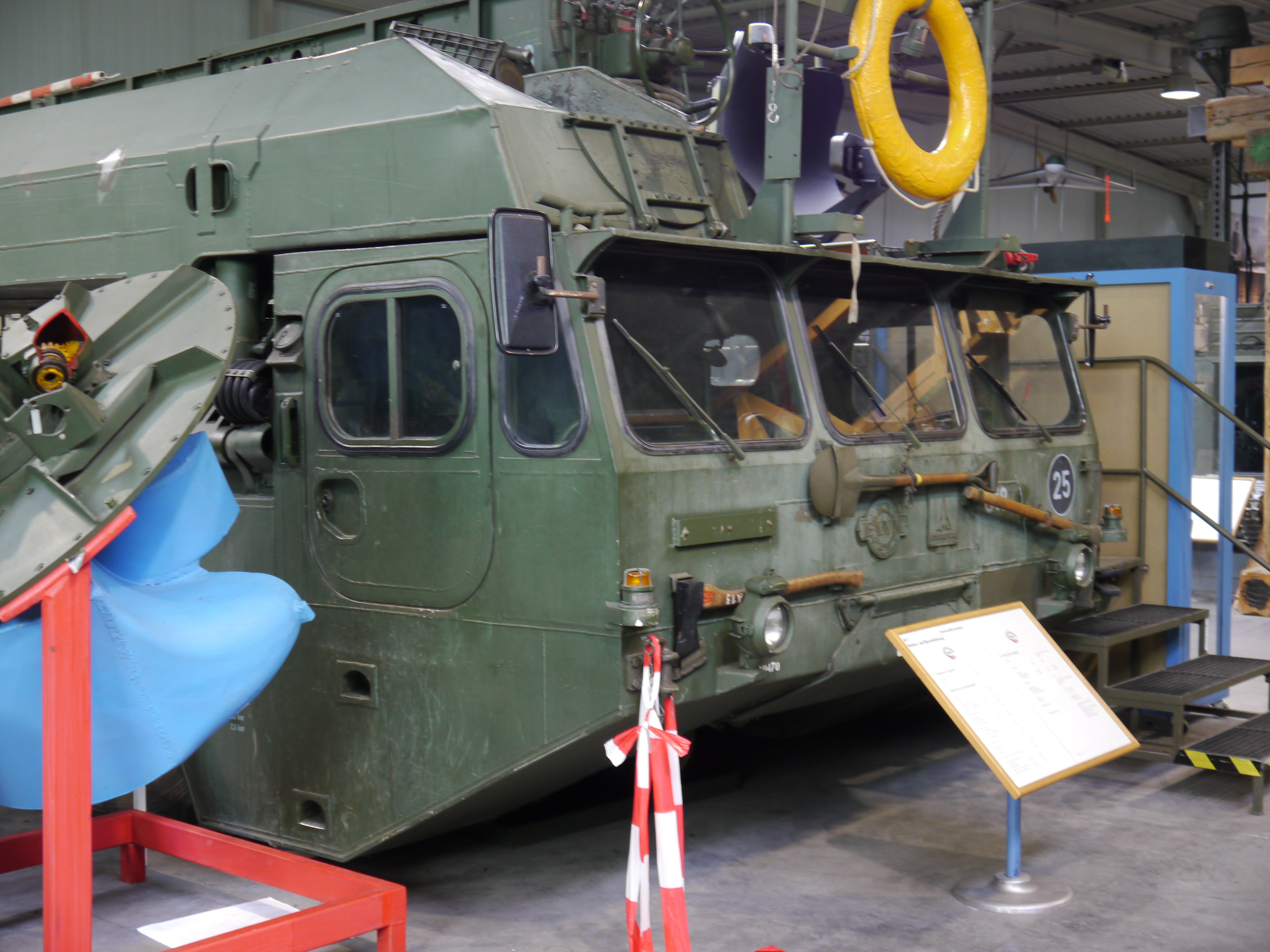
M2 in de Wehrtechnische Studiensammlung Koblenz
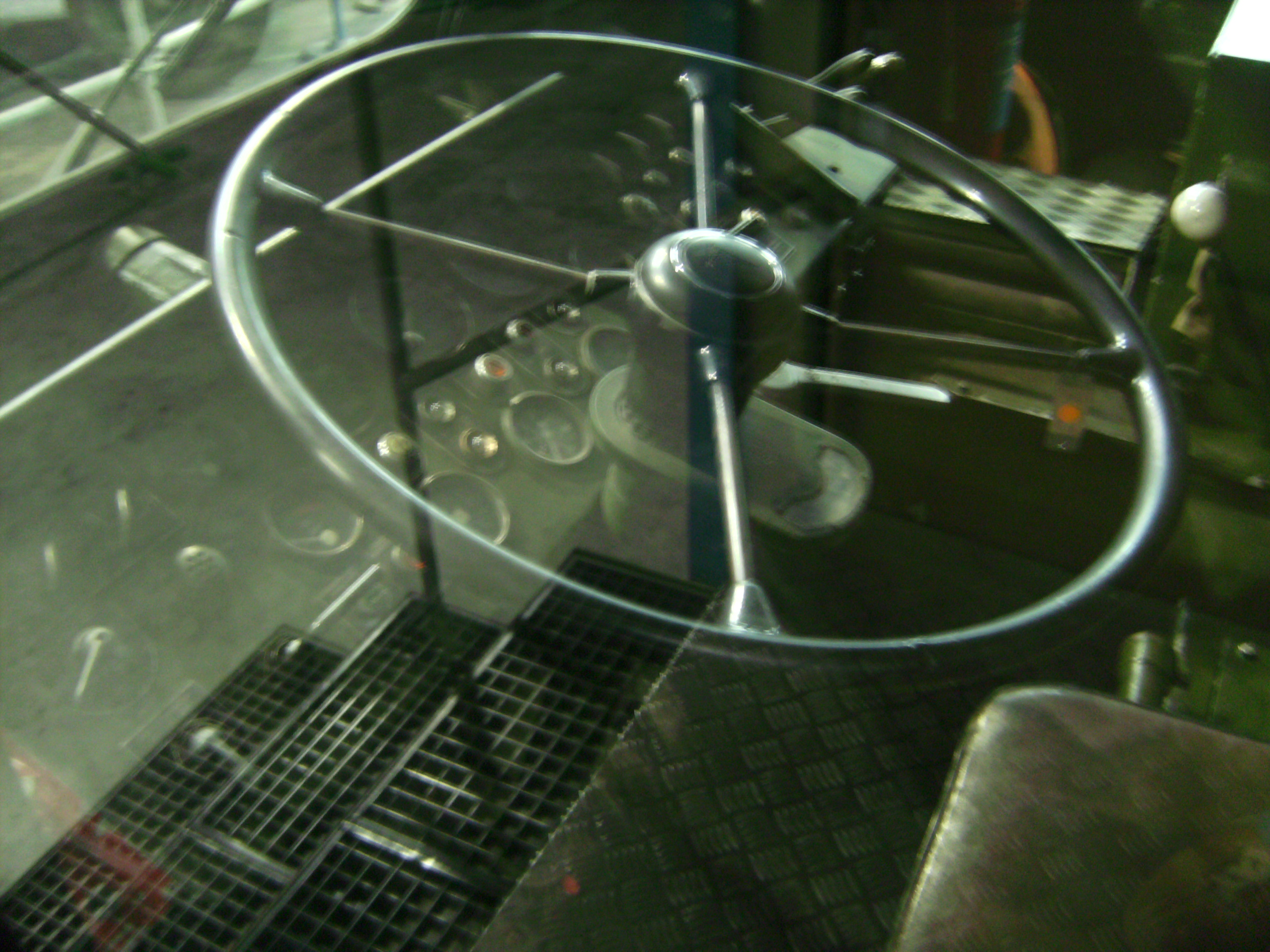
Cabine
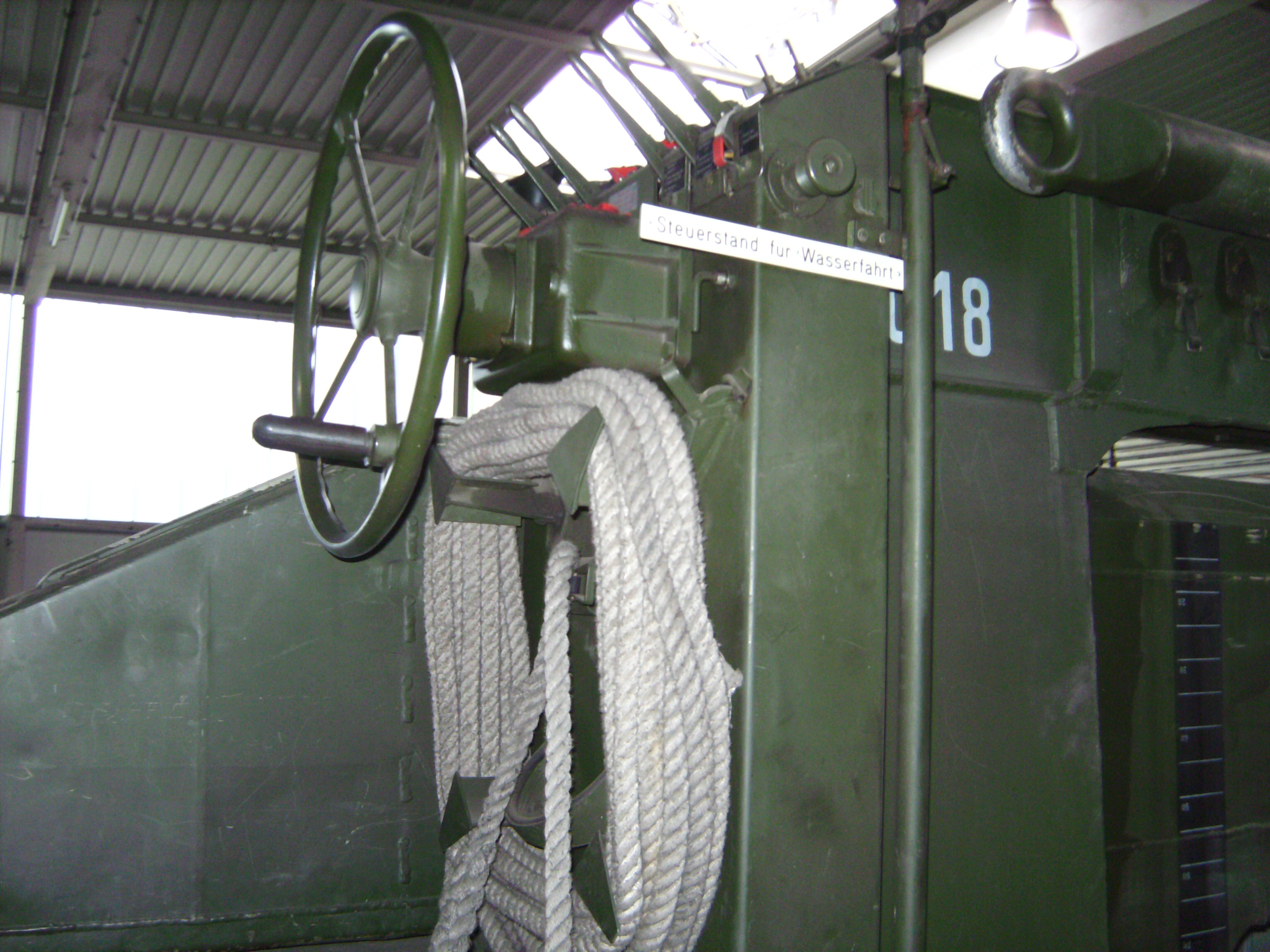
Stuurstand
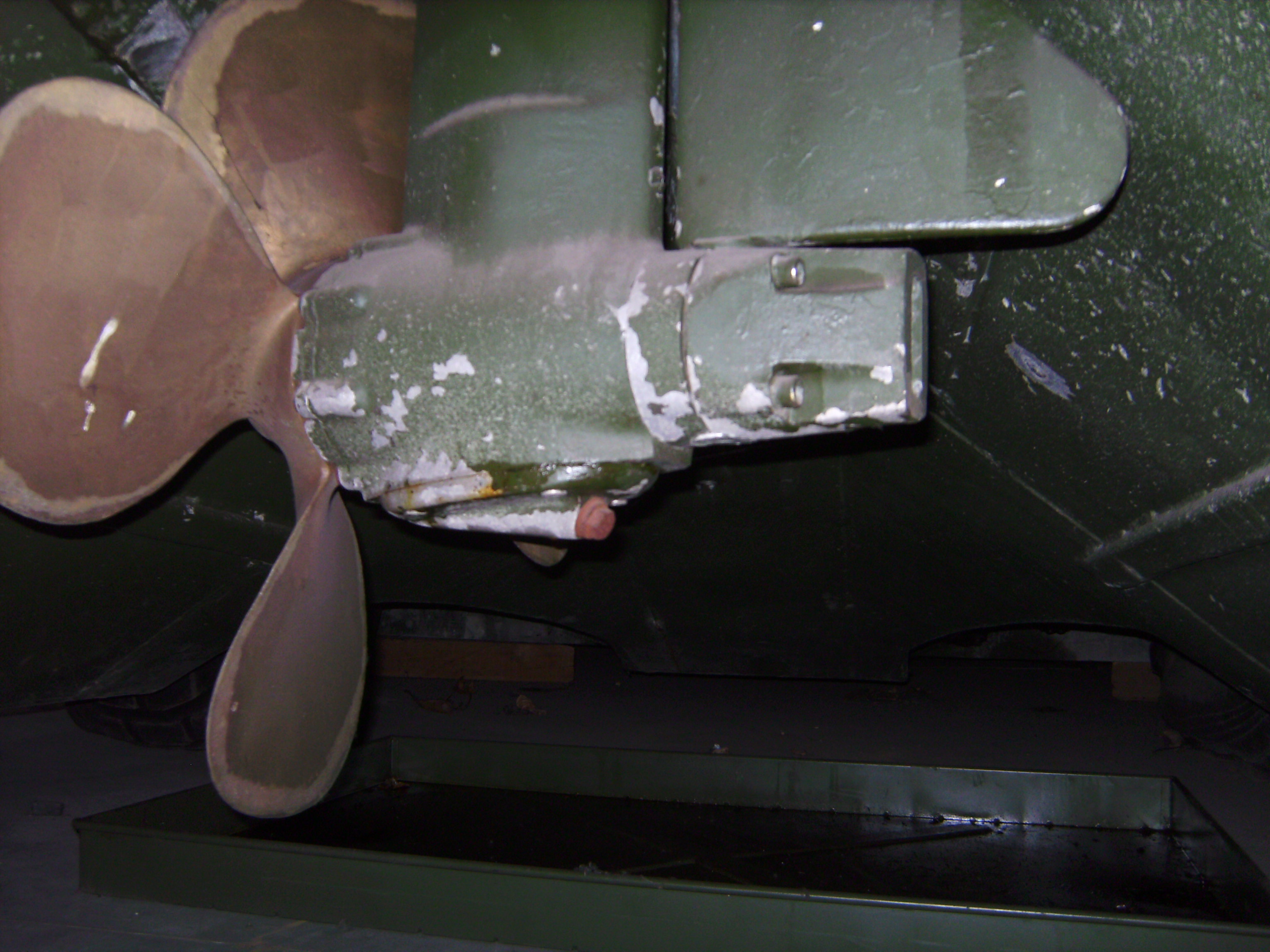
Schottel-stuurschroef (hoofdaandrijving)